# Клімена (метелик)
Клімена (Esperarge climene) — вид комах з родини Satyridae.

## Морфологічні ознаки
Розмах крил — 39–49 мм. Загальний фон забарвлення крил — коричневий. На передніх крилах має характерну велику блідо-коричневу пляму, яка займає усю центральну частину крила. Задні крила майже без чіткого малюнка, мають блідо-коричневу перев'язку з двома маленькими чорними цяточками(очками). Статевий диморфізм незначний.

## Поширення
Ареал: південно-східна Європа, Мала та частково Західна Азія, Кавказ та Закавказзя.
В Україні зустрічається в основному на сході степової зони. Дуже локальний.

## Особливості біології
Місця перебування: рідколісся, узлісся, чагарники у степових ярах. Біологія в Україні вивчена мало. Дає 1 генерацію на рік. Літ метеликів відбувається у червні–липні. Метелики малопомітні, зазвичай сидять на стовбурах і гілках дерев та кущів, зрідка живляться на квітках. Гусінь розвивається на злакових.

## Загрози та охорона
Загрози: руйнування місць перебування виду (викорчовування рідколісся і чагарників), надмірний випас худоби, викошування та випалювання трави, урбанізація. Пасивно охороняється у Луганському ПЗ. Необхідно докладніше вивчити особливості біології виду. Доцільно створити ентомологічні заказники у місцях перебування виду з регламентацією випасу худоби, викошування та забороною випалювання трави.